# Servizio Informazioni Difesa
Der Servizio Informazioni Difesa (SID) war ein italienischer Nachrichtendienst. Als Nachfolger des Servizio Informazioni Forze Armate (SIFAR) bestand er von 1965 bis 1977.
Der SID entstand 1965 offiziell wegen einer Reform des italienischen Generalstabs und des Verteidigungsministeriums. Den Chefs der Teilstreitkräfte wurden dabei allgemeine nachrichtendienstliche Kompetenzen entzogen. Bei ihnen verblieben nur die teilstreitkräftebezogenen SIOS-Militärfachnachrichtendienste (G2/A2).

## Organisation
Der SID hatte während seines Bestehens von 1965 bis 1977 eine (offensive) Aufklärungsabteilung “R”, eine Spionageabwehrabteilung “D”, eine Sicherheitsabteilung “USI” und eine Auswertungsabteilung (Situation) “S”.

## Geschichte
Hinter der Reform standen die 1965 von der Presse noch nicht aufgedeckten Staatsstreichpläne des Vorgängerdienstes Servizio Informazioni Forze Armate (SIFAR). Im Wesentlichen handelte es sich bei der Reform um eine Umbenennung des SIFAR in SID.
Der SID war wie sein Vorgänger ein dem Verteidigungsministerium unterstellter Nachrichtendienst, der neben den üblichen Aufgaben als Auslandsnachrichtendienst auch (und vor allem) Staatssicherheitsaufgaben im Inland hatte. 1977 wurde in Italien eine umfassende Nachrichtendienstreform durchgeführt und die bis dato eher unzusammenhängend organisierten Dienste auf eine rechtlich und organisatorisch klare Grundlage gestellt. Die neuen Nachrichtendienste:
- Servizio per le Informazioni e la Sicurezza Militare (SISMI) (Verteidigungsministerium)
- Servizio per le Informazioni e la Sicurezza Democratica (SISDE) (Innenministerium)
- Comitato Esecutivo per i Servizi di Informazione e di Sicurezza (CESIS) (Koordinierung)

bestanden aber weiterhin zu großen Teilen aus altem Personal, weswegen sie in den 1980er Jahren weiterhin in etliche Skandale verwickelt waren. Erst nach und nach wurde neues, junges und unbelastetes Personal in die Dienste eingelassen. Spätere Dienstchefs (besonders der langjährige Direktor des SISMI, Vizeadmiral Fulvio Martini) konnten durch umfassende Reformen die ideologisch begründete Kooperation mit der Mafia beenden.

## Leiter
- General Giovanni Allavena (1966, davor noch SIFAR-Chef)
- Admiral Eugenio Henke (1966–1970)
- General Vito Miceli (1970–1974)
- Admiral Mario Casardi (1974–1977)